# Oddziaływanie elektrostatyczne
Oddziaływanie elektrostatyczne – wzajemne oddziaływanie ciał (np. cząsteczek) posiadających ładunek elektryczny, np. 2 jonów lub jonu. 
Oddziaływanie elektrostatyczne jest szczególnym przypadkiem oddziaływania elektromagnetycznego, w którym ładunki nie poruszają się lub gdy pomija się efekty wynikające z tego ruchu, inne niż przemieszczanie ładunków.  
Istnieją dwa rodzaje ładunków elektrycznych, zwane dodatnimi (+) i ujemnymi (–). Ciała o ładunku jednoimiennym (+ z + lub – z –) odpychają się, a o ładunku różnoimiennym (+ z –) przyciągają się. Siłę, z jaką działają na siebie punktowe ładunki, określa prawo Coulomba.

## Podstawowe cechy oddziaływania elektrostatycznego
- ma nieograniczony zasięg,
- może być przyciągające i odpychające,
- podlegają mu tylko ładunki elektryczne,
- wartość tego oddziaływania zależy od wartości oddziałujących ładunków, ośrodka w jakim zachodzi oddziaływanie i odległości między nimi.